# أليستر فووت
أليستر فووت (بالإنجليزية: Alister Foot)‏ هو مجدف أسترالي، ولد في 15 يونيو 1987.

## وصلات خارجية
- أليستر فووت على موقع الاتحاد الدولي للتجديف (الإنجليزية)